# Bewoning

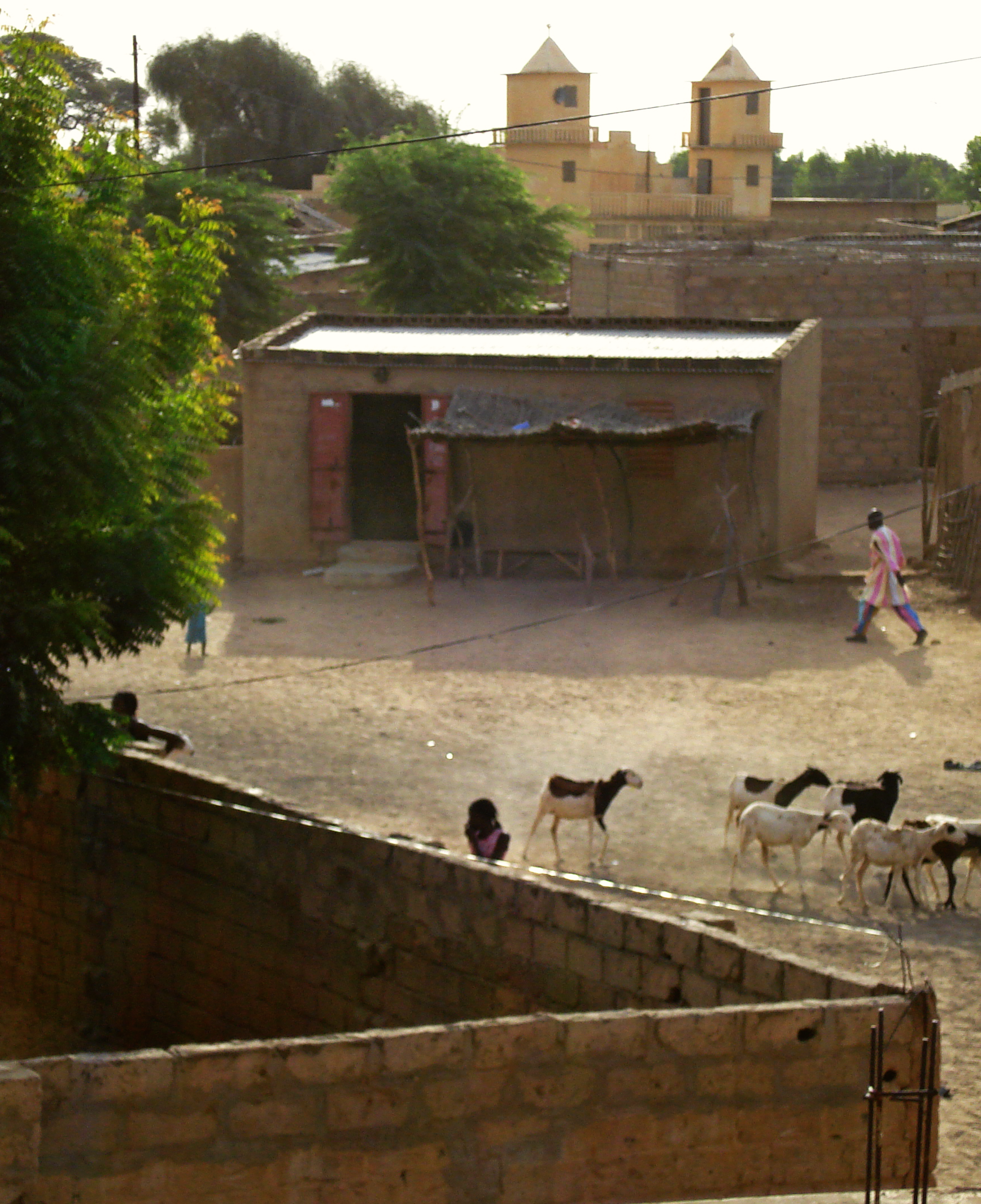
Bewoning in Senegal

Bewoning is het gedurende langere tijd verblijven op een plek, die speciaal daartoe ingericht is. Het kan losstaan van een specifieke plaats, zoals bij een nomadische leefstijl, met een mobiele verblijfplaats zoals een tent, woonwagen, woonboot of binnenschip. Een nederzetting is een gebied waar langdurig geconcentreerde bewoning plaatsvindt.
Moderne mensen met een vaste verblijfplaats wonen meestal in een hut of huis, maar in een waterrijk land als Nederland hebben pakweg 10.000 woonboten een vaste legale ligplaats. Dat is nog afgezien van de varende vloot van zo'n 6.500 binnenschepen, waarvan naar schatting 75% bewoond wordt.
Sommige organismen hebben in hun habitat een vaste verblijfplaats, zoals een nest of hol.